# 東京ドライブ
『東京ドライブ』（とうきょうドライブ）は、2015年10月28日にJ Stormから発売されたTOKIOの50作目のシングル。

## 概要
前作『LOVE, HOLIDAY.」から約1年5ヶ月ぶりのリリースとなったシングルであり、表題曲の「東京ドライブ」はTOKIOが出演していたスズキの「ソリオ バンディット」のCMソングとなっていた。
初回限定盤、通常盤の2形態での発売されており、初回限定盤に付属するDVDには表題曲のミュージックビデオとメイキング、「TOKIO STATION II 〜東京ドライブ編〜」が収録されている。通常盤のみカップリング曲の「Can we...」が収録されており、通常盤初回プレス分のみ「東京ドライブ」のオリジナルステッカーが封入されていた。なお、ジャケットは初回限定盤がメンバーの写真、通常盤がメンバーのイラストとなっている。
桑田佳祐（サザンオールスターズ）は表題曲を「長瀬くんの歌が上手い、演奏力も高い。作詞・作曲・編曲をするとはすごい」と絶賛しており、自身のラジオ番組『桑田佳祐のやさしい夜遊び』内の企画「桑田佳祐が選ぶ2015年邦楽シングルBEST20」で10位にランクインしている。

## 収録曲

### CD
※は通常盤のみ収録。
1. 東京ドライブ
作詞・作曲・編曲：長瀬智也、Horns Arrangement ： KAM
  - スズキ「ソリオ バンディット」CMソング
2. I Believe
作詞・作曲：国分太一、編曲：国分太一、長瀬智也、KAM
3. Can we... ※
作詞・作曲・編曲：長瀬智也
元々46thシングル「リリック」試作時の没曲であったが曲名を変更し、収録された。
4. 東京ドライブ（Backing Track）

### DVD（初回限定盤のみ）
1. 東京ドライブ（Video Clip）
2. 東京ドライブ（Making）
3. TOKIO STATION II 〜東京ドライブ編〜